# Goldnigga (альбом)
Goldnigga — перший студійний альбом американського гурту The New Power Generation. Копії альбому можна було придбати лише на концертах Прінса в 1993 році, а також на території Пейслі Парку. Знайти цей альбом можна дуже рідко, тому ціни за перекупку можуть бути досить високими.

## Список композицій
1. «Goldnigga pt. 1» — 3:11
2. «Guess Who's Knockin'?» — 3:25
3. «Oilcan» — 0:42
4. «segue» — 0:16
5. «Deuce & a Quarter» — 3:19
6. «segue» — 0:21
7. «Black M.F. In the House» — 5:09
8. «Goldnigga pt. 2» — 2:52
9. «Goldie's Parade» — 2:22
10. «segue» — 0:36
11. «2gether» — 5:32
12. «segue» — 0:45
13. «Call the Law» — 4:16
14. «Johnny» — 10:20
15. «segue» — 1:13
16. «Goldnigga pt. 3» — 2:38